# Аталай, Махмут
Махмут Аталай (тур. Mahmut Atalay; 30 марта 1934, Чорак, Чорум, Турция — 5 декабря 2004, Анкара, Турция) — турецкий борец вольного стиля черкесского происхождения, чемпион Олимпийских игр, чемпион мира, двукратный призёр чемпионата Европы, 15-кратный чемпион Турции.

## Биография
С 1952 года выступал в профессиональных соревнованиях по масляной борьбе, затем начал бороться в соревнованиях по вольной борьбе. Победив на чемпионате страны, попал в сборную.
Дебютировал на международных соревнованиях на Средиземноморских играх 1959 года, где стал их победителем. В 1963 году повторил успех, но на чемпионате мира не попал в призёры, оставшись четвёртым.
На Летних Олимпийских играх 1964 года в Токио боролся в категории до 70 килограммов (лёгкий вес). Выбывание из турнира проходило по мере накопления штрафных баллов. За чистую победу штрафные баллы не начислялись, за победу по очками при любом соотношении голосов начислялся 1 штрафной балл, любое поражение по очкам каралось 3 штрафными баллами, чистое поражение — 4 штрафными баллами. В схватке могла быть зафиксирована ничья, тогда каждому из борцов начислялись 2 штрафных балла. Если борец набирал 6 или более штрафных баллов, он выбывал из турнира. Титул оспаривали 22 человека. Махмут Аталай уверенно продвигался к финальным схваткам, но поражение от японца Ивао Хориути, принесшее три штрафных балла, выбило борца из числа претендентов на медали.
| Круг | Соперник              | Страна                                    | Результат | Основание                   | Время схватки |
| ---- | --------------------- | ----------------------------------------- | --------- | --------------------------- | ------------- |
| 1    | Зарбег Бериашвили     | Союз Советских Социалистических Республик | Победа    | По очкам (1 штрафной балл)  |               |
| 2    | Стефанос Иоаннидис    | Греция                                    | Победа    | По очкам (1 штрафной балл)  |               |
| 3    | Мохаммад Башир        | Пакистан                                  | Победа    | Туше (0 штрафных баллов)    | 8:30          |
| 4    | Карлос Альберто Варио | Аргентина                                 | Победа    | По очкам (1 штрафной балл)  |               |
| 5    | Ивао Хориути          | Япония                                    | Поражение | По очкам (3 штрафных балла) |               |

В 1965 году на чемпионате мира по вольной борьбе выступал вновь в лёгком весе, но там началась эра побед Абдуллы Мовахеда, и Аталай остался только вторым. На следующий год он перешёл в более тяжёлый, полусредний вес, и стал чемпионом мира, а также завоевал «серебро» на чемпионате Европы. В 1967 году на чемпионате Европы также был вторым, а на чемпионате мира остался без медали, четвёртым.
На Летних Олимпийских играх 1968 года в Мехико боролся в категории до 78 килограммов (полусредний вес). Выбывание из турнира проходило по мере накопления штрафных баллов. За чистую победу штрафные баллы не начислялись, за победу за явным преимуществом начислялось 0,5 штрафных балла, за победу по очкам 1 штрафной балл, за ничью 2 или 2,5 штрафных балла, за поражение по очкам 3 балла, поражение за явным преимуществом 3,5 балла, чистое поражение — 4 балла. Если борец набирал 6 или более штрафных баллов, он выбывал из турнира.
Титул оспаривали 19 спортсменов. К финальной схватке Махмут Аталай опережал соперника Даниэля Робена на пол-балла, и таким образом его устраивала и ничья, но турецкий борец победил, противопоставив скоростному французу физическую силу, и стал чемпионом Олимпиады.
| Круг  | Соперник            | Страна                    | Результат | Основание                                   | Время схватки |
| ----- | ------------------- | ------------------------- | --------- | ------------------------------------------- | ------------- |
| 1     | Стив Комбс          | Соединённые Штаты Америки | Победа    | По очкам (1 штрафной балл)                  |               |
| 2     | Освальдо Феррари    | Италия                    | Победа    | За явным преимуществом (0,5 штрафных балла) |               |
| 3     | Али Мохаммад Момени | Иран                      | Победа    | По очкам (1 штрафной балл)                  |               |
| 4     | Су Ёнг Сун          | Республика Корея          | Победа    | Туше (0 штрафных баллов)                    | 8:37          |
| 5     | Тумурийн Артаг      | Монголия                  | Ничья     | (2 штрафных балла)                          |               |
| Финал | Даниэль Робен       | Франция                   | Победа    | По очкам (1 штрафной балл)                  |               |

В 1968 году получил приз FILA как самый техничный борец года.
После олимпийских игр оставил карьеру в большом спорте, перейдя на тренерскую работу и в течение 16 лет являлся тренером национальной сборной. Кроме того, в 1964 году открыл первое заведение быстрого питания, специализирующееся на кебабах, под названием Astava, со временем разросшийся до сети в более чем 100 ресторанов
Умер в 2004 году от сердечного приступа, оставив жену, троих детей и внука.